# 22-es busz (Sopron)
A soproni 22-es jelzésű autóbusz Ágfalvi úti lakótelep és Ipar körút, vámudvar végállomások között közlekedik.

## Története
A Sopron Plaza 1998-as átadását követően az 1999/2000-es menetrendváltásig 22-es volt a száma annak a járatnak, ami a Lackner Kristóf utca és Sopron Plaza között közlekedett. Érdekessége, hogy ez a járat nem szerepelt a menetrendekben.
 2013. december 14-ig a 22-es buszok csak az Ágfalvi úti lakótelep és a TESCO áruház között közlekedtek, ezt követően hosszabbították meg a vámudvarig.
 2022. október 22-től Sopron város önkormányzatának döntése alapján, az energiaválság következtében jelentős menetrendi változások és járatritkítások léptek érvénybe. A módosítások értelmében a 22-es busz a továbbiakban csak az Ipar körút felé jár, az Ágfalvi úti lakótelep irányú viszonylata megszűnt.
 Az autóbusz csak tanítási munkanapokon reggel, 1 alkalommal közlekedik, és az Ipar körútról 5A jelzéssel indul vissza.
 2024. december 15-től a járat Berkenye utca megállóhelye megszűnt.

## Útvonal
| Ágfalvi úti lakótelep → Ipar körút, vámudvar |
| --- |
| Ágfalvi úti lakótelep végállomás – Ágfalvi út – Kelénpataki utca – Heimler Károly utca – Kertvárosi utca – Ágfalvi út – Bánfalvi út – Kossuth Lajos utca – Újteleki utca – II. Rákóczi Ferenc utca – Erzsébet utca – Csengery utca – Győri út – Ipar körút – Ipar körút, vámudvar végállomás |

## Megállóhelyek
| Távolság (km) | Idő (perc) | Megállóhely neve / korábbi neve(i)                          | Átszállási lehetőségek | Fontosabb nevezetességek, helyek, áruházak és intézmények a közelben |
| ------------- | ---------- | ----------------------------------------------------------- | --- | --- |
| 0             | 0          | Ágfalvi úti lakótelep                                       | 4, 21 | |
| 0,9           | 3          | Öntöde utca Ágfalvi út, vasöntöde                           | 21 | |
| 1,4           | 4          | Ágfalvi út, Besenyő utca Besenyő utca                       | 3, 10, 10B, 10Y, 21 | Aldi áruház |
| 1,8           | 6          | Bánfalvi út, Falco kft.                                     | 3, 21 | Lidl áruház Spar szupermarket |
| 2,4           | 7          | Kossuth Lajos utca, Vadász utca Kossuth Lajos utca 20.      | 3, 4, 21 | Sopron-Déli pályaudvar Sopron vármegye Makett és Emlékpark |
| 2,8           | 8          | Kossuth Lajos utca, villanyóra                              | 3, 4, 11, 11A, 11B, 21 | Jézus Szíve templom Soproni SZC Vendéglátó, Kereskedelmi Technikum és Kollégium SOE Benedek Elek Pedagógiai Kar                                                                                 |
| 3,2           | 9          | II. Rákóczi Ferenc utca                                     | 11, 11A, 11B | |
| 3,5           | 11         | Erzsébet utca                                               | 1, 2, 3Y, 4, 5, 5A, 5B, 5T, 7, 7A, 7B, 7T, 10, 10B, 10Y, 11, 11A, 11B, 11Y, 12, 12B, 13B, 14, 14B, 15, 15A, 27, 27A, 27B, 27T, 27Y, 32, 33        | Liszt Ferenc Konferencia- és Kulturális Központ Soproni Petőfi Színház Posta Soproni Szent Júdás Tádé-templom SOE Lámfalussy Sándor Közgazdaságtudományi Kar Európa leghosszabb tere – Deák tér |
| 4,1           | 13         | Csengery utca, nyomda                                       | 1, 2, 3Y, 4, 5, 5A, 5T, 7, 7A, 7B, 7T, 10, 10B, 10Y, 11, 11A, 11B, 11Y, 12, 12B, 27, 27A, 27B, 27T, 27Y, 32 Helyközi és távolsági autóbuszjáratok | Sopron vasútállomás GYSEV Zrt. SPAR szupermarket |
| 4,6           | 15         | Csengery utca, kórház Csengery utca, OMV benzinkút (kórház) | 4, 5, 5A, 5T, 5Y, 7, 7A, 7B, 7T, 11, 11A, 11B, 11Y, 27, 27A, 27B, 27T, 27Y, 32 Helyközi és távolsági autóbuszjáratok                              | Soproni Erzsébet Oktató Kórház és Rehabilitációs Intézet Posta |
| 5,3           | 17         | Győri út, autómosó                                          | 4, 5, 5A, 5T, 5Y | Lidl áruház |
| 6,1           | 18         | Ipar körút, TESCO áruház Ipar körút, postaüzemek            | 4, 5, 5A, 5B, 5T, 5Y Helyközi és távolsági autóbuszjáratok                                                                                        | AlphApark bevásárlóudvar Family Center bevásárlóudvar TESCO áruház Aldi áruház OBI áruház Mömax áruház Burger King étterem KFC étterem                                                          |
| 6,6           | 19         | Ipar körút, IMS kft.                                        | 4, 5, 5A, 5Y | |
| 6,8           | 20         | Ipar körút, vámudvar                                        | 4, 5, 5A, 5B, 5Y | Vám- és Pénzügyőri Hivatal Soproni Szolgálati Hely |